# Komórki sutkowe

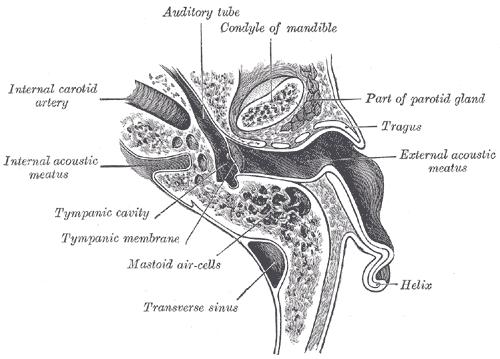
Przekrój poprzeczny przez kość skroniową prawą na wysokości przewodu słuchowego zewnętrznego (External acoustic meatus) – widok od góry. Komórki sutkowe widoczne w centralnej części ilustracji, podpisane Mastoid air-cells. Zwraca uwagę bliskość komórek powietrznych z zatoką esowatą (Transverse sinus).

Komórki sutkowe (łac. cellulae mastoideae) – w anatomii człowieka liczne, drobne jamki kostne wysłane cienką błoną śluzową, znajdujące się w wyrostku sutkowym. Mają one połączenie z jamą sutkową. Powstają podczas procesu pneumatyzacji kości skroniowej. Fizjologicznie są one wypełnione powietrzem. Komórki sutkowe charakteryzują się dużą zmiennością osobniczą pod względem liczby i wielkości. U podstawy wyrostka sutkowego komórki są większe, zmniejszając się ku dołowi w kierunku szczytu wyrostka. Małe komórki sutkowe szczytu wyrostka mogą zawierać szpik. Komórki sutkowe wchodzą w skład skomplikowanego układu pneumatycznego kości skroniowej.
Objęcie procesem zapalnym komórek wyrostka towarzyszy zapaleniu ucha środkowego, zarówno ostremu, jak i przewlekłemu. W przypadku nadmiernego obrzęku błony śluzowej komórek wyrostka drenaż (usunięcie) zapalnej wydzieliny staje się utrudnione i rozwija się zapalenie wyrostka sutkowatego.